# Cotu Malului, Argeș
Cotu Malului este un sat în comuna Leordeni din județul Argeș, Muntenia, România.